# Ab McDonald
Ab MDonald, született Alvin Brian McDonald (Winnipeg, Manitoba, 1936. február 18. – Winnipeg, Manitoba, 2018. szeptember 24.) Stanley-kupa-győztes kanadai jégkorongozó.

## Pályafutása
1954 és 1974 között volt aktív jégkorongozó. Az NHL-ben 1957 és 1972 között játszott hat csapatban, 15 idényen át összesen 762 alkalommal. 1957 és 1960 között a Montréal Canadiens játékosaként három Stanley-kupa-győzelmet ért el. 1960 és 1964 között a Chicago Blackhawks csapatában szerepelt és az 1960–61-es idényben itt is Stanley-kupa-győztes lett az együttessel. 1964–65-ben a Boston Bruins, 1965 és 1967 között a Detroit Red Wings, 1967–68-ban a Pittsburgh Penguins, 1968 és 1971 között a St. Louis Blues, 1971–72-ben ismét a Detroit Red Wings játékosa volt.

## Sikerei, díjai
Montréal Canadiens
- Stanley-kupa
  - győztes: 1957–58, 1958–59, 1959–60

 Chicago Blackhawks
- Stanley-kupa
  - győztes: 1960–61